# Mordraupe
Als Mordraupen werden Raupen von Schmetterlingen (Lepidoptera) bezeichnet, die die Raupen anderer Schmetterlingsarten sowie auch weitere, vornehmlich weichhäutige Insekten wie Blattläuse (Aphididae) als Zusatznahrung fressen. Seltener wird auch der Ausdruck „insectivore Raupen“ angewendet. Als Beimischung zur pflanzlichen Hauptnahrung dienen den Mordraupen z. B. die Larven des Kleinen Frostspanners (Operophtera brumata).
Obwohl die Verwendung von Begriffen wie Mord und Raub im Tierreich fragwürdig ist, wird „Mordraupe“ in der entomologischen Literatur oft verwendet. Es wurde bisher kein geeigneter Versuch unternommen, in Analogie zum Begriffspaar Raubtier vs. Beutegreifer einen sprachlich entschärften Terminus für Mordraupe einzuführen.
Die ebenfalls auf eine Ernährung durch Insekten hinweisenden Bezeichnungen Insektivoren oder Insectivora beziehen sich auf fleischfressende Pflanzen oder auf die Insektenfresser aus der Ordnung der Säugetiere (Mammalia).

## Schmetterlinge mit räuberisch oder als Tierparasiten lebenden Larven
Bei weniger als einem Prozent aller bekannten Schmetterlingsarten, etwa 200 bis 300 Arten, ernähren sich die Larven nicht von Pflanzen. Neben Detritusfressern und mykophagen bzw. lichenophagen Arten sind dies Tierparasiten und Fleischfresser. Die zur Familie Lycaenidae gehörende Unterfamilie Miletinae umfasst etwa 140 Arten, deren Raupen meist Blattläuse fressen und teilweise in Symbiose oder als Kommensalen in Ameisennestern leben, teilweise aber auch Ameisenbrut fressen. Bei rund 200 Arten leben die Larven carnivor. Raupen aus der Gattung Eupithecia auf Hawaii erbeuten mit ihren Vorderbeinen vorbeikommende Insekten und Spinnen. Im Gegensatz zu anderen Eupithecia-Raupen werden sie kaum von Parasitoiden befallen, was möglicherweise auf Räuber-Beute-Umkehr (Erbeutung angreifender Schlupfwespen) zurückzuführen ist. Ebenfalls auf Hawaii gibt es Raupen aus der Gattung Hyposmocoma (4 Arten), die ausschließlich Schnecken fressen, erstmals beschrieben bei der Art Hyposmocoma molluscivora.

## Als Mordraupen bezeichnete Larven von Eulenfaltern

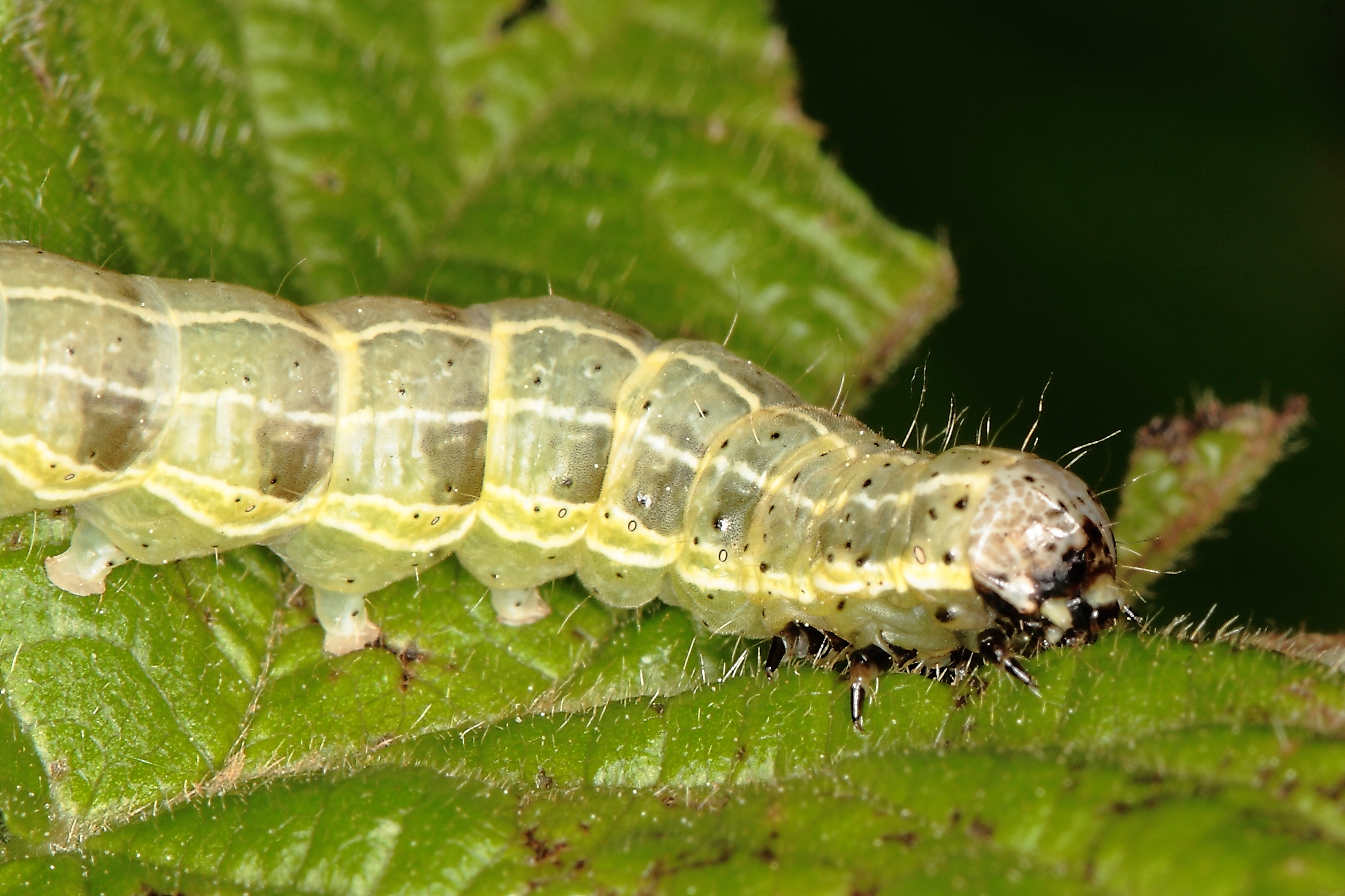
Raupe der Trapezeule (Cosmia trapezina)

Beispiele für Mordraupen betreffen die folgenden Eulenfalterarten (Noctuidae):
- Trapezeule (Cosmia trapezina),[3]
- Rotbraune Ulmeneule (Cosmia affinis),[4]
- Weißflecken-Ulmeneule (Cosmia diffinis),[4]
- Violettbraune Ulmeneule (Cosmia pyralina),[5]
- Satellit-Wintereule (Eupsilia transversa),[6]

Die Raupen vieler weiterer Arten greifen insbesondere bei Feuchtigkeitsmangel unter Zuchtbedingungen andere Raupen an. Gelegentlich kommt es dabei sogar zu Kannibalismus, d. h., es werden selbst Geschwistertiere ausgesaugt.
Anders gelagert ist das Verzehren von Insektenlarven bei einigen zu den Tagfaltern zählenden Bläulingsarten (Lycaenidae). Sie sind vollkommen von speziellen Ameisenarten abhängig. So benötigt der Quendel-Ameisenbläuling (Phengaris arion) die Knotenameisen (Myrmica sabuleti) zur Entwicklung. In einem Symbioseverhältnis ernährt sich die Raupe im Austausch gegen die Absonderung eines zuckerhaltigen Sekrets von Ameisenlarven. Ähnliches gilt für den Dunklen Wiesenknopf-Ameisenbläuling (Phengaris nausitous), der auf die Rote Gartenameise (Myrmica rubra) als Wirt angewiesen ist. Ameisenbläulingsraupen werden nicht als Mordraupen bezeichnet, da das Fressen von Ameisenbrut für ihren natürlichen Entwicklungszyklus zwingend notwendig ist.